# Olympische Jugend-Sommerspiele 2014/Teilnehmer (Philippinen)
| Gelbes Symbol für Goldmedaillen mit stilisierten Olympischen Ringen | Graues Symbol für Silbermedaillen mit stilisierten Olympischen Ringen | Braundes Symbol für Bronzemedaillen mit stilisierten Olympischen Ringen |
| ------------------------------------------------------------------- | --------------------------------------------------------------------- | ----------------------------------------------------------------------- |
| —                                                                   | —                                                                     | —                                                                       |

Die Jugend-Olympiamannschaft der Philippinen für die II. Olympischen Jugend-Sommerspiele vom 16. bis 28. August 2014 in Nanjing (Volksrepublik China) bestand aus sieben Athleten.

## Athleten nach Sportarten

### Bogenschießen
| Mädchen - Bianca Gotuaco Einzel: 17. Platz Mixed: 17. Platz (mit Prennoy Murong Bangladesch) | Jungen - Luis Gabriel Moreno Einzel: 17. Platz Mixed: Gold (mit Li Jiaman Volksrepublik China) |

### Leichtathletik
Mädchen
- Zion Corrales-Nelson
400 m: 12. Platz
8 × 100 m Mixed: DNF

### Schießen
Jungen
- Celdon Arellano
Luftgewehr 10 m: 14. Platz
Mixed: 15. Platz (mit Milica Babić  Serbien)

### Schwimmen
Mädchen
- Roxanne Yu
100 m Rücken: 26. Platz
200 m Rücken: 19. Platz

### Triathlon
Mädchen
- Victorija Deldio
Einzel: 32. Platz
Mixed: 15. Platz (im Team Asien 3)

### Turnen
Mädchen
- Ava Verdeflor
Einzelmehrkampf: 11. Platz
Stufenbarren: 6. Platz